# 趙士輵
安王趙士輵（1090年代—1181年1月5日），祖籍涿郡（今河北省保定市清苑縣）人，宋朝宗室、榮國和思公趙仲僴第五子、第十五代嗣濮王。

## 生平
趙士輵最初任右监门卫大将军、贵州团练使，又曾擔任和州防御使和知濮安懿王园令，绍兴二十六年（1156年）被任命為建州观察使。前嗣濮王、兄長趙士俴去世後，大宗正司於绍兴二十八年八月（1158年）以趙士輵是濮王在世後裔最年長者，提請他襲封嗣濮王，到九月正式受封，又授昭化軍節度使。
濮安懿王趙允讓的雕塑在奉安報恩寺西邊窄巷，十分簡陋，趙士輵提出另外建造祠堂供奉，朝廷批准。其後朝廷在乾道三年（1167年）加官開府儀同三司、乾道九年（1173年）又加檢校少保，並賜濮王府邸作產業。往後，朝廷再准他負責大宗要事，亦授三少：淳熙三年（1176年）拜少傅、六年（1179年）拜少师、再任昭化军节度使、同時充任醴泉觀使。
淳熙七年十二月（合1181年1月），趙士輵去世，贈官太傅，追封安王。

## 家族

### 兄弟[3]
- 趙士愃，右侍禁
- 趙士涌，太子右內率府副率
- 趙士荇，右班殿直
- 趙士俴，嗣濮王、思溫靖王
- 趙士䅙，太子右內率府副率
- 趙士䧌，左屯衛大將軍
- 趙士芑，永國公
- 趙士經，太子右監門率府副率
- 趙士妙，太子右監門率府率

### 妻妾
- 宜春郡夫人李氏，趙不屈生母[16]

### 子女
- 趙不愮[17]
- 趙不怌[17]
- 趙不屈[17]
- 女婿保義郎司公度[16]
- 養子趙不熄[17][16]，樊榮孝王趙宗輔曾孫，嗣濮王